# Осіни (Ласький повіт)
Осіни (пол. Osiny) — село в Польщі, у гміні Сендзейовиці Ласького повіту Лодзинського воєводства.
Населення — 141 особа (2011).
У 1975-1998 роках село належало до Серадзького воєводства.

## Демографія
Демографічна структура станом на 31 березня 2011 року:
|          | Загалом | Допрацездатний вік | Працездатний вік | Постпрацездатний вік |
| -------- | ------- | ------------------ | ---------------- | -------------------- |
| Чоловіки | 82      | 18                 | 58               | 6                    |
| Жінки    | 59      | 9                  | 35               | 15                   |
| Разом    | 141     | 27                 | 93               | 21                   |